# Thanatus sepiacolor
Thanatus sepiacolor là một loài nhện trong họ Philodromidae.
Loài này thuộc chi Thanatus. Thanatus sepiacolor được Gershom Levy miêu tả năm 1999.